# Provincia del Salamat
La provincia del Salamat è una delle province del Ciad. Si trova nella parte sudorientale, e prende nome dal fiume Salamat.

## Suddivisioni amministrative
La provincia è divisa nei seguenti dipartimenti:
| Dipartimento      | Capoluogo         | Comuni                              |
| ----------------- | ----------------- | ----------------------------------- |
| Aboudeïa          | Aboudeïa          | Abgué, Aboudeïa, Am Habilé          |
| Barh Azoum        | Am Timan          | Am Timan, Djouna, Mouraye           |
| Haraze Mangueigne | Haraze Mangueigne | Daha, Haraze Mangueigne, Mangueigne |